# Shantou (socken i Kina, Shandong)
Shantou (kinesiska: 山头街道, 山头) är en socken i Kina. Den ligger i provinsen Shandong, i den östra delen av landet, omkring 80 kilometer öster om provinshuvudstaden Jinan. Antalet invånare är 52 688. Befolkningen består av 26 393 kvinnor och 26 295 män. Barn under 15 år utgör 10,0 %, vuxna 15-64 år 76 %, och äldre över 65 år 12,0 %.
Genomsnittlig årsnederbörd är 840 millimeter. Den regnigaste månaden är juli, med i genomsnitt 284 mm nederbörd, och den torraste är januari, med 7 mm nederbörd.